# Sale Aiube
Maleque Sale Najemadim/Najemadine Aiube (em árabe: الملك الصالح نجم الدين ايوب; romaniz.: Al-Malik as-Salih Najm al-Din Ayyub), melhor conhecido como Sale Aiube (As-Salih Ayyub) ou Abul Futu (em árabe: أبو الفتوح; romaniz.: Abu al-Futuh), foi um sultão do Egito da dinastia aiúbida entre 1240 e 1249.

## História
Em 1221, no final da Quinta Cruzada, Sale se tornou um refém ao mesmo tempo em que João de Brienne também estava nas mãos do pai de Sale, Camil, até que Damieta foi reconstruída e devolvida ao Egito. Em 1232, ele recebeu Hasankeyf na Mesopotâmia Superior (atualmente na Turquia), que seu pai conquistara frente os artúquidas. Dois anos depois, seu pai o enviou para governar Damasco, retirando-o da linha sucessória do Egito após suspeitar que ele estava conspirando contra ele juntamente com os mamelucos Seu tio, Sale Ismail logo o expulsou dali e ele fugiu para Jazira, onde ele se aliou com os corásmios.
Em 1238, Camil morreu e foi sucedido por seu filho Adil II, irmão de Sale. Dois anos depois, Sale o derrubou e assumiu o controle do Egito. Em 1244, os corásmios saquearam Jerusalém, que havia sido devolvida aos cristãos de Frederico II por Camil no tratado de Jafa de 1229. No mesmo ano, Sale e os corásmios derrotaram o tio dele na Síria (agora aliado do cruzado Reino de Jerusalém) na batalha de La Forbie. Em 1245, Sale capturou Damasco e recebeu o título de "sultão" do califa abássida Almostacim em Bagdá. No ano seguinte, as forças combinadas dos aiúbidas derrotaram os ingovernáveis corásmios, que não mais reconheciam Sale como senhor.
Em 1249, Luís IX da França invadiu o Egito com a Sétima Cruzada e ocupou Damieta. Sale estava em campanha contra seu tio na Síria, mas rapidamente retornou e acampou em Almançora, onde morreu após ter sua perna amputada numa tentativa de salvar sua vida após um severo abcesso em novembro. O herdeiro de Sale, Turã Xá, estava muito distante, em Hasankeyf, e sua viúva, Xajar Aldur, escondeu sua morte até que ele chegasse. Ainda assim, os mamelucos, que tinham sido recrutados em grande número por Sale entre os turcos de etnia quipechaques, ganharam poder e influência no Egito, conseguindo, finalmente, derrotar os cruzados. A dinastia deles, chamada de "dinastia Bahri", foi batizada em homenagem ao quartel que eles mantinham numa ilha do Nilo ("Bahr al-Nil"). Os mamelucos não conseguiram tomar o controle da Síria, porém, e Sale foi o último aiúbida a controlar os dois territórios simultaneamente.
Sale também havia comprado um escravo que se tornaria sultão. Calavuno custou-lhe 1 000 dinares de ouro e era conhecido como "Alalfi" ("homem mil") por causa disso.